# Иван Юруков (актьор)
Вижте пояснителната страница за други личности с името Иван Юруков.
Иван Юруков е български актьор и режисьор.

## Биография
Роден е на 27 май 1978 година в град Сандански. През 2004 година завършва НАТФИЗ „Кръстьо Сарафов“ със специалност „Актьорско майсторство за драматичен театър“ в класа на професор Стефан Данаилов. Като студент участва в спектакли на Драматичен театър Враца, Сатиричния театър, Театралната работилница „Сфумато“ и Народен театър „Иван Вазов“, а през 2005 година влиза в трупата на Народния театър, където играе и до днес. През 2014 година на сцената на „Театър 199“ си партнира с Георги Кадурин в спектакъла „Червено“ от Джон Лоугън, а през 2018 година е премиерата на „Ясна поляна“. 
Многократно е номиниран в категориите „Изгряваща звезда“ и „Водеща мъжка роля“ от Националните театрални награди „Икар“ и фондация „Аскеер“. Носител е на Грамота от Министерство на културата за постигнати високи творчески резултати и принос в развитието на българската култура през 2008 г., както и на редица други отличия.
През 2017 година завършва магистратура по филмово и телевизионно изкуство в ЮЗУ „Неофит Рилски“ при проф. Станимир Трифонов. Автор е на късометражните филми, като с два от тях печели награди – „Лора“ първа награда на феста „Синемаспорт“, 2007 г. и „Луизет“ с две награди от същия фест, „Е 79“, „Жълто“, „Идилия“, „Фифил“, „Спагети“, „Илюзия“, документалния филм за фолклорен фестивал на носията в Жеравна „Жеравна 2014“, както и на музикалните видеоклипове: „Вакер“, „Полунощ“, „Вали“, „Мое мъничко дете“, „Детска планета“ /ремикс/, Back For Good – cover by Theodore Burkhard, „Трендафилът мирише – Ралица Бежан“. Автор е на пълнометражния филм „До последния каприз“.
През 2018 година е гласът на разказвача (озвучен в оригинал от Фарел Уилямс) в българския дублаж на компютърната анимация „Гринч“. Това е единствената му изява в дублажа.

## Филмография
- Мен не ме мислете (2022), bTV – Христо Марков
- Откраднат живот (2019) Нова Тв – д-р Деян Табаков
- „Дъвка за балончета“ (2017) – Калин, реж. Станислав Тодоров – Роги
- „Спайч“, реж. Адела Пеева
- Аве (2011), реж. Константин Бонев
- „Кметът“, реж. Адела Пеева
- „Топъл ноември“, реж. Валентин Гошев
- Столичани в повече (2011 – 2019), bTV – Андрей Лютов
- Ако някой те обича (2010) реж. Киран Коларов
- Забранена любов (2008 – 2009) НТВ – Валери Кадиев/Камен Кадиев
- Людмил и Руслана (2008), 6 серии
- Хитмен (2007)
- Самотни сърца (2007) реж. Валентин Гошев
- Exodus (ТВ) (2007) реж. Gianluidgi Calderone, телевизия RAI UNO
- Леден сън (2005) реж. Иван Георгиев, БНТ - д-р Емил Тодоров
- Поколение: Изгубени и намерени (Ритуалът) (2005)

## Дублаж
- „Гринч“ (2018) – Разказвач[3]

## Номинации и награди
- 2018 „Аскеер“ – Номинация за ролята на Хорас в „Лисичета“ от Лилиан Хелман, постановка Бина Харалампиева, Народен театър „Иван Вазов“ в категория „Водеща мъжка роля“ сезон 2017/2018 г.
- 2017 „Аскеер“ – Номинация за ролята на Найден в „Майстори“ от Рачо Стоянов, постановка Петринел Гочев, Народен театър „Иван Вазов“ в категория „Водеща мъжка роля“ сезон 2016/2017 г.
- 2014 „Златно перо“ – Награда за изключителен принос към българската култура и изкуство на България.[4]
- 2013 „Икар“ – Номинация за ролята на Зилов в „Лов на диви патици“ от Александър Вампилов, постановка Юрий Бутусов, Народен театър „Иван Вазов“ в категория „Водеща мъжка роля“ сезон 2011/2012 г.
- 2012 „Аскеер“ – Номинация за ролята на Зилов в „Лов на диви патици“ от Александър Вампилов, постановка Юрий Бутусов, Народен театър „Иван Вазов“ в категория „Изгряваща звезда“ сезон 2011/2012 г.
- 2010 – Награда на KODAK за късометражния филм „Жълто", филмово предизвикателство в рамките на София Филм Фест, 2010
- 2008 – Грамота от Министерство на културата за постигнати високи творчески резултати и принос в развитието на българската култура.
- 2007 – Първа награда за късометражен филм „Лора", на филмово предизвикателство „Love is everything", София
- 2007 – Награда на публиката за късометражния филм „Луизет", на филмово предизвикателство „Детето", София 2007
- 2007 „Аскеер“ – Номинация за ролята на Дмитрий в „Бягащи странници“ от Алексей Казанцев, постановка Николай Ламбрев-Михайловски, Народен театър „Иван Вазов“ в категория „Изгряваща звезда“ сезон 2007/2008 г.
- 2006 „Аскеер“ – Номинация за ролята на Сганарел в „Лекар по неволя“ от Жан-Батист Молиер, постановка Мариус Куркински, Народен театър „Иван Вазов“ в категория „Изгряваща звезда“ сезон 2006/2007 г.